# Ustawa o nadaniu ziemi żołnierzom Wojska Polskiego

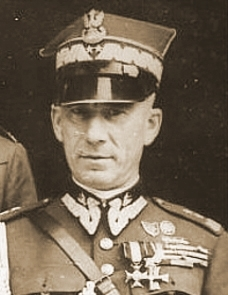
Mieczysław Norwid-Neugebauer

Ustawa o nadaniu ziemi żołnierzom Wojska Polskiego – ustawa przyjęta jednogłośnie przez Sejm Ustawodawczy 17 grudnia 1920 roku. Zakładała ona wynagrodzenie żołnierzy Wojska Polskiego z ziem Kresów Wschodnich, wywalczonych przez nich podczas wojny polsko-bolszewickiej. Ustawa weszła w życie 12 stycznia 1921 roku.
Jej projekt wnieśli do laski marszałkowskiej posłowie klubu poselskiego PSL „Piast”, a wkrótce potem poparł go sam Józef Piłsudski w rozkazie pożegnalnym Naczelnego Wodza z 18 października 1920 roku, w którym to wezwał rząd do realizacji tej inicjatywy.

## Założenia ustawy
Ustawa przewidywała nieodpłatne nadanie ziem na Kresach Wschodnich szczególnie zasłużonym żołnierzom Wojska Polskiego, ochotnikom, którzy odbyli służbę frontową oraz inwalidom (art. 2). Pozostali żołnierze i inwalidzi mogli nabyć ziemię odpłatnie (art. 3). Powierzchnia działki nadanej jednemu żołnierzowi nie mogła przekroczyć jednak 45 ha (art. 5). Osadnicy wojskowi mieli zacząć spłatę należności po 5 latach od rozpoczęcia użytkowania.

## Realizacja ustawy
Osadnictwem tym zajmowała się Ekspozytura Ministerstwa Spraw Wojskowych do spraw Demobilizacji, w której skład wchodziła powołana rozkazem nr 2 z 17 stycznia 1921 Sekcja Osad Żołnierskich. Szefem Ekspozytury był legionista gen. Mieczysław Norwid-Neugebauer, natomiast szefem Sekcji Osad Żołnierskich – mjr Tadeusz Lechnicki.
W marcu 1922 roku w Warszawie powstał Centralny Związek Osadników Wojskowych.
Po 1923 roku osadnictwo wojskowe na Kresach Wschodnich zawieszono, głównie z powodu krytyki ze strony ruchu narodowego, i powrócono do niego po przewrocie majowym.
14 marca 1932 roku uchwalono Ustawę uzupełniającą przepisy o nadaniu ziemi żołnierzom Wojska Polskiego.